# Arup
Arup es una empresa que presta servicios profesionales de ingeniería, diseño, planificación, gestión de proyectos y servicios de consultas. La empresa está presente en América, Oceanía, Asia Oriental, Europa, Oriente Medio y África, y tiene alrededor de 10,000 trabajadores en 92 oficinas en 37 países. Ha realizado proyectos en unos 160 países.

## Historia
La empresa fue fundada en 1946, como Ove Arup N., Consulting Engineers por Ove Arup Nyquist. Ove Arup estableció la creación de una empresa donde los profesionales de diversas disciplinas podían trabajar juntos para producir proyectos de mayor calidad que se podían lograr al trabajar en el aislamiento. En 1963, junto con el arquitecto Philip Dowson, se formó Arup Associates para ofrecer servicios arquitectónicos y de ingeniería en varias disciplinas. En 1970, la firma cambió de nombre a Ove Arup & Partners.

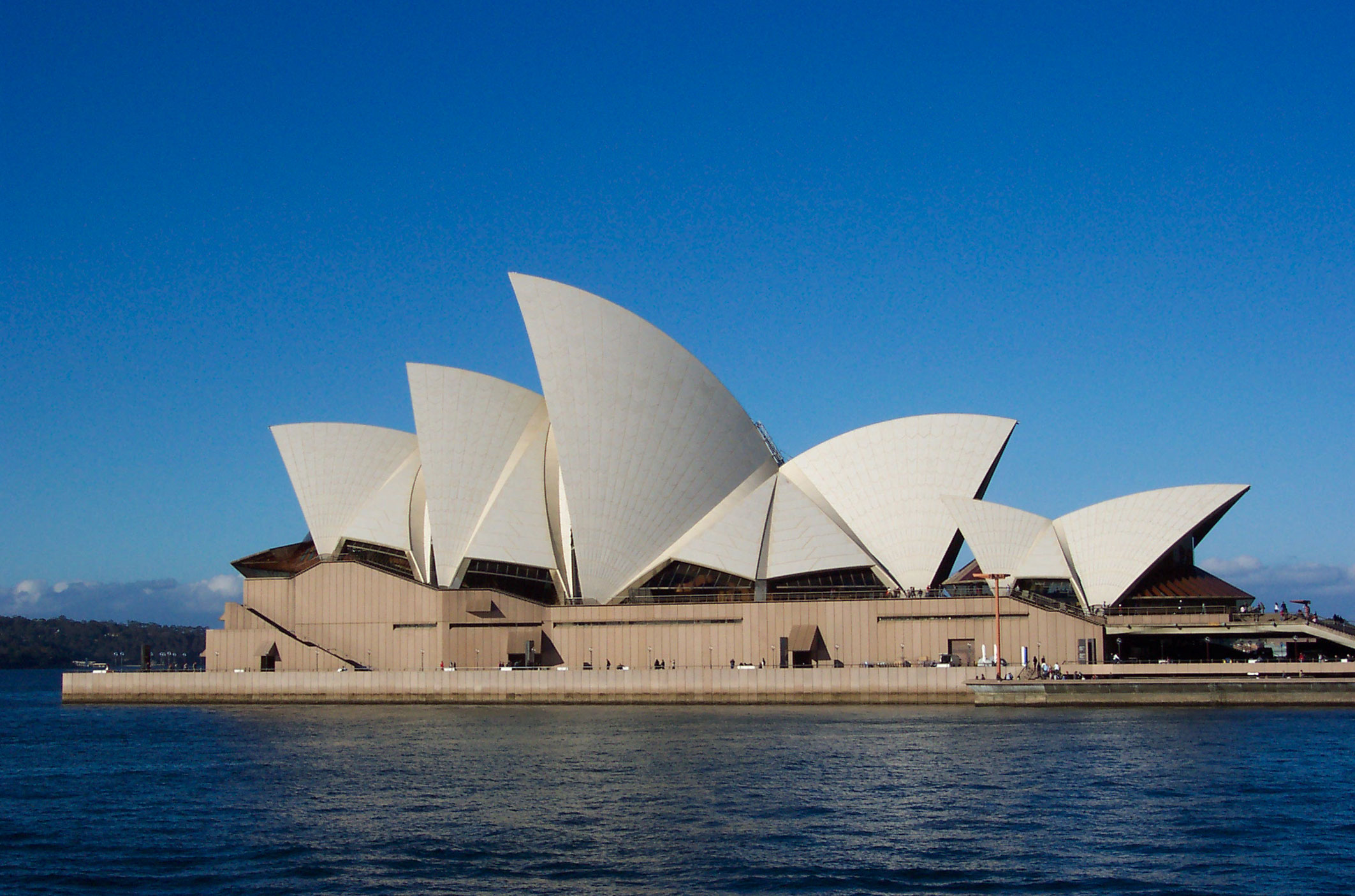
Opera de Sídney.

## Proyectos

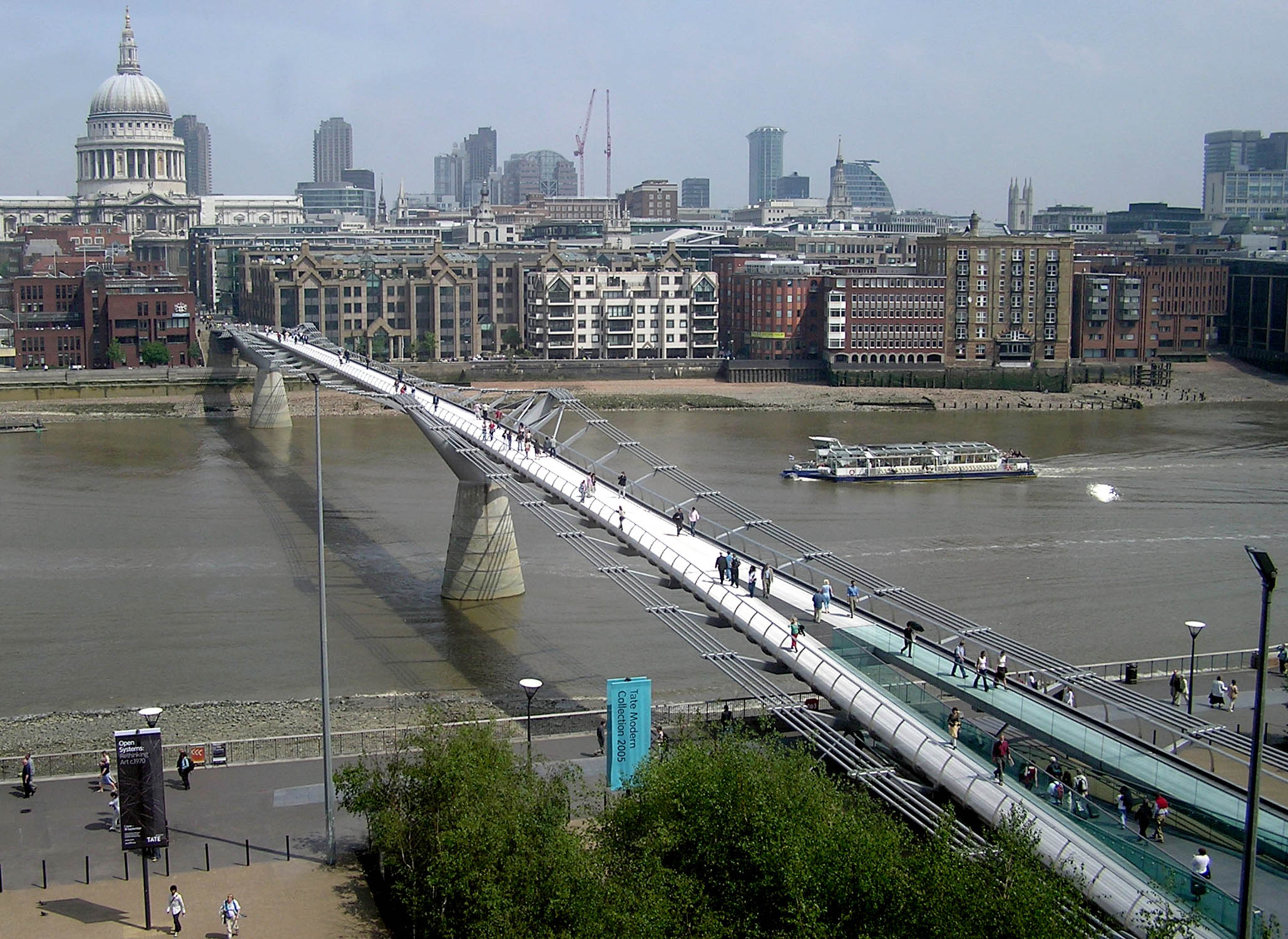
El Puente Millennium, Londres

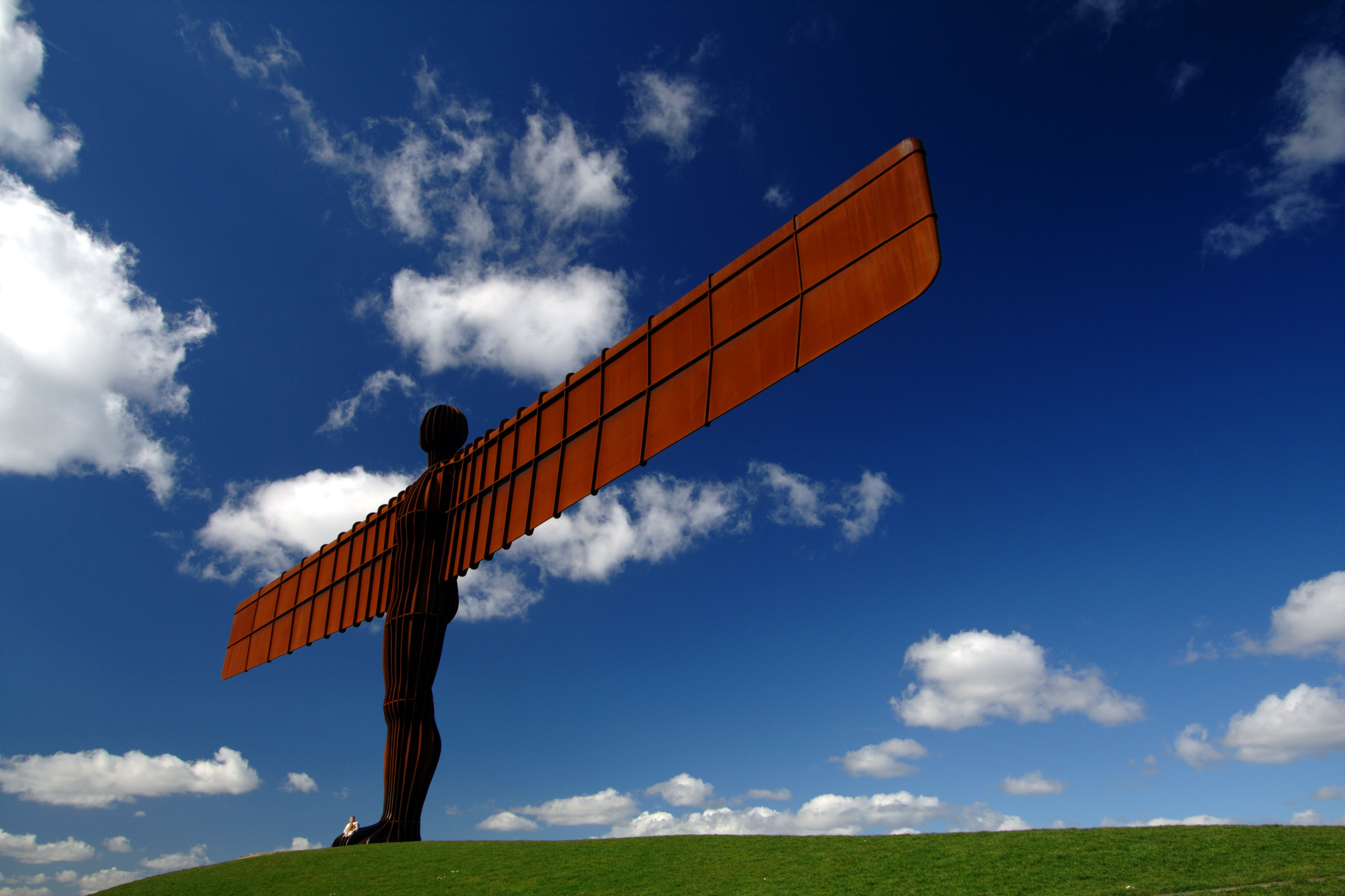
Angel of the North.

Es conocida por su trabajo de diseño por el entorno medioambiental. En los proyectos a los que ha contribuido incluyen la Ópera de Sídney.

### Proyectos en América

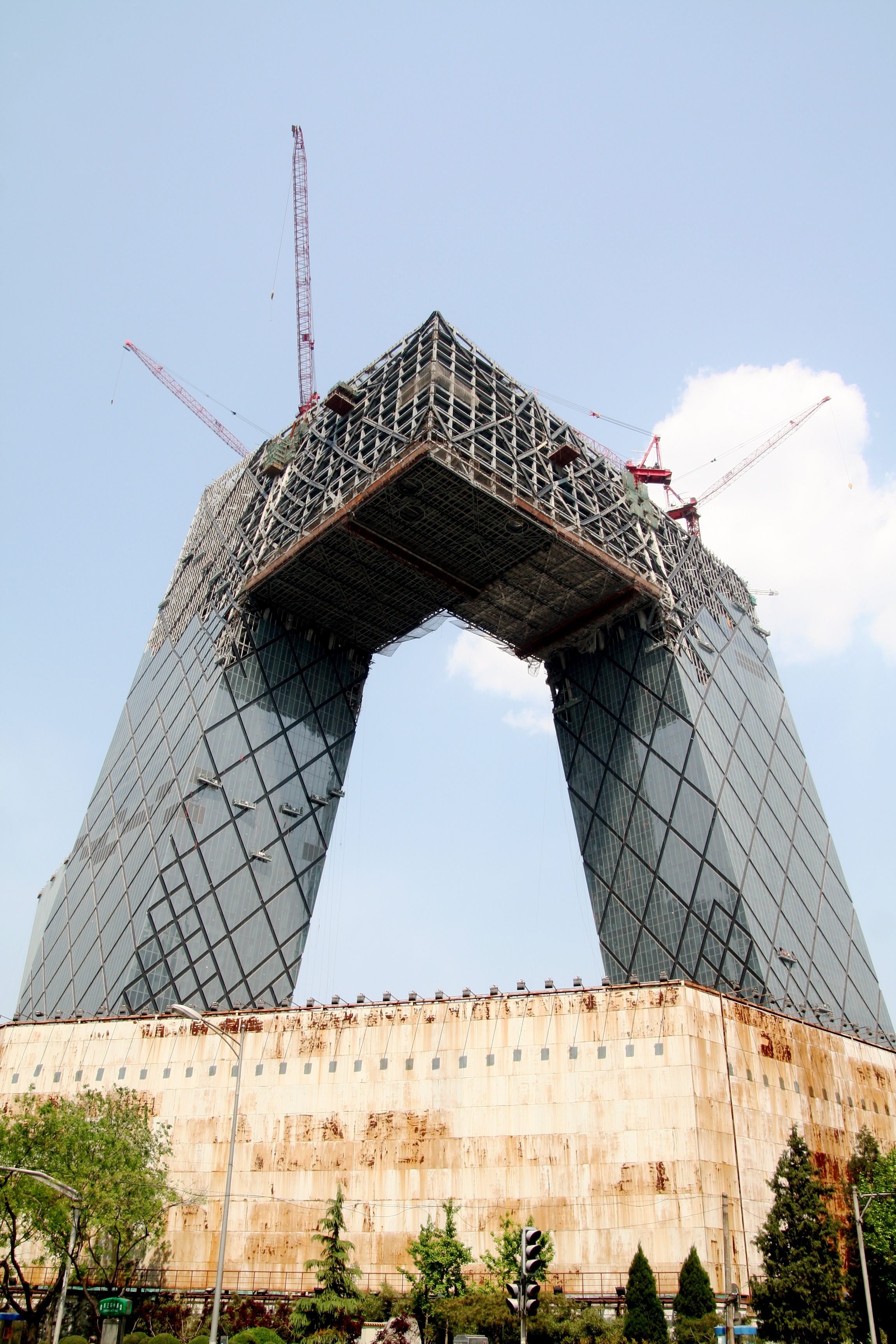
Sede de CCTV en el distrito Chaoyang de Pekín en abril de 2008.

- Michael Lee-Chin Crystal en el Museo de Cristal de Ontario, Toronto, Canadá
- Museo De Young, San Francisco
- Academia de Ciencias de California, San Francisco
- Edificio Y2E2, Stanford, Palo Alto
- Catedral de Nuestra Señora de Los Ángeles, Los Ángeles
- Puente Tappan Zee, Nueva York
- Metro 2nd Avenue, Nueva York
- Edificio Virreyes, Ciudad de México.

### Proyectos en Asia
- Aspire Tower, Doha, Catar
- Centro Acuático Nacional de Pekín, Pekín, China (diseñado por Sydney office)
- Estadio Nacional de Pekín, Pekín, China
- CCTV Headquarters, Pekín, China
- Dongtan Ecocity, China
- The Druk White Lotus School, Ladakh, India
- Torre de televisión de Cantón, Guangzhou, China
- Edificio Principal HSBC, Hong Kong
- Aeropuerto Internacional de Kansai, Osaka, Japón
- Petron Megaplaza, Makati, Filipinas
- Aeropuerto Internacional de Rajiv Gandhi, Hyderabad

### Proyectos en Australasia
- Ópera de Sídney, Sídney, Australia
- Andrew Boy Charlton Pool, Sídney, Australia
- 30 The Bond, Sídney, Australia
- Parramatta Transport Interchange, Sídney, Australia
- Carriageworks, Sídney, Australia
- Puente Goodwill, Brisbane, Australia
- Suncorp Stadium Lang Park redevelopment, Brisbane, Australia
- Queen St. Mall Central Structure, Brisbane, Australia
- K2 Sustainable Housing, Melbourne, Australia
- Melbourne Cricket Ground, Melbourne, Australia
- Melbourne Museum, Melbourne, Australia
- National Gallery of Victoria, Melbourne, Australia
- State Library of Victoria, Melbourne, Australia
- Australian Synchrotron, Melbourne, Victoria
- Museo Nacional de Australia, Canberra, Australia
- Singapore Flyer, Singapur
- Fusionopolis, Singapur

### Proyectos en Europa
- 30 St Mary Axe, Londres

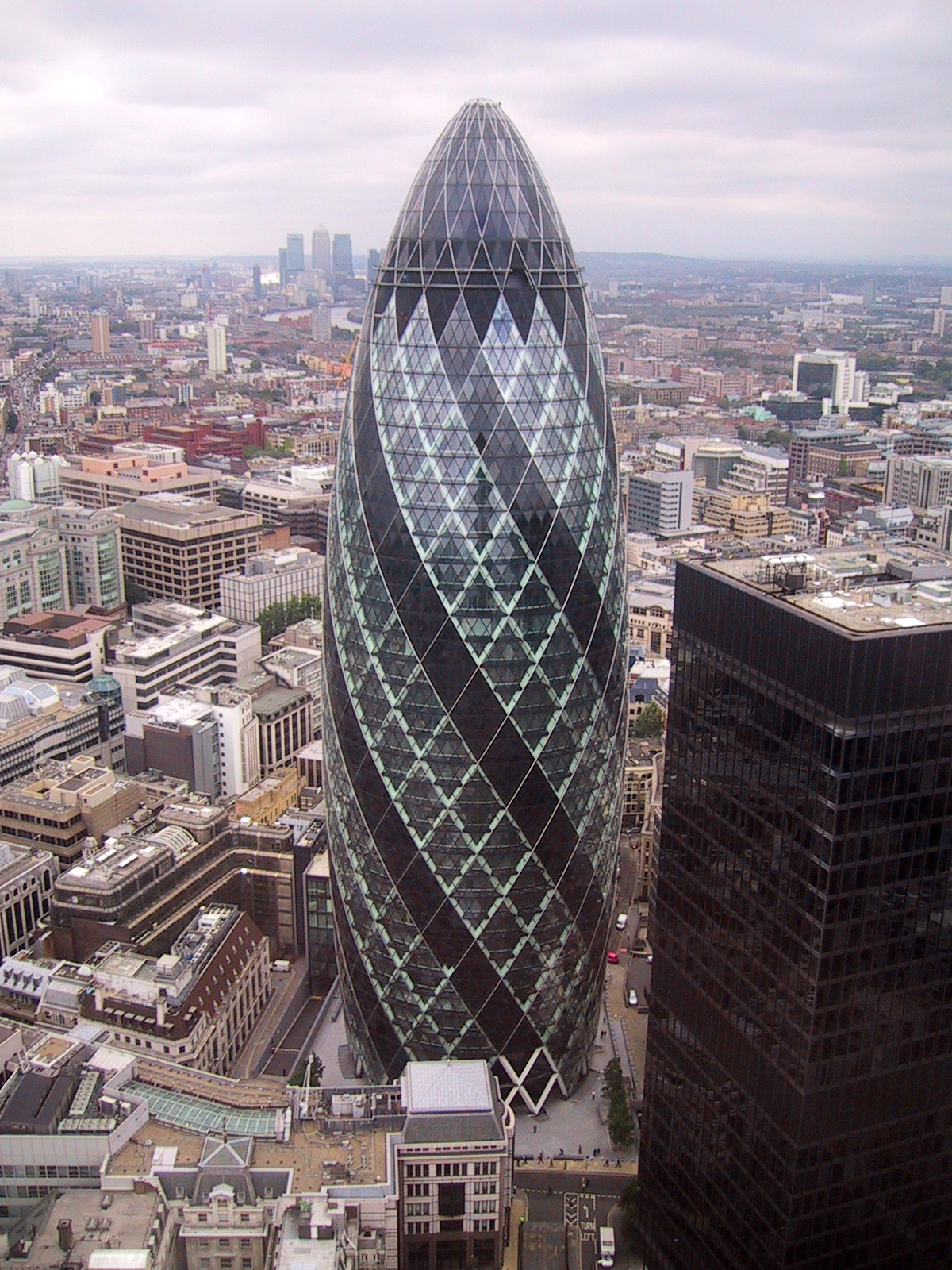
30 St Mary Axe ("the gherkin")

- Ángel del Norte, Gateshead, Reino Unido
- Casa da Música, Oporto, Portugal
- Pompidou Centre, París
- High Speed 1, Reino Unido
- Puente del Milenio, Londres
- Estadio Nou Mestalla, Valencia, España
- Puente de Oresund, Dinamarca/ Suecia
- Snowdon Edificio Summit, Gales, Reino Unido
- Edificio del Parlamento de Escocia, Edimburgo, Escocia, Reino Unido
- Terminal 5 del Aeropuerto de Heathrow, Inglaterra, Reino Unido
- Torre de Collserola, Barcelona, España

## Premios

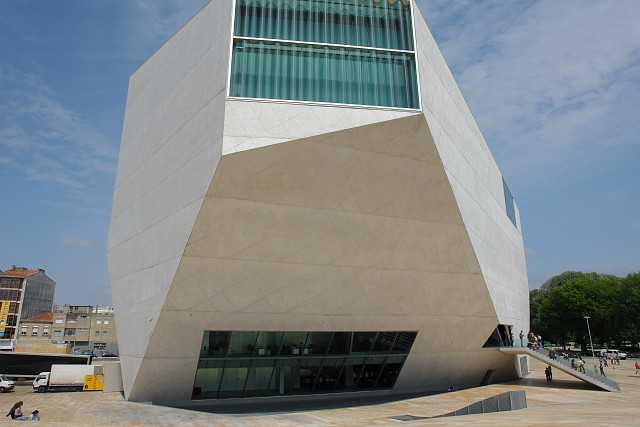
Casa da Música.

La Casa da Música, diseñada por Arup y Office for Metropolitan Architecture fue nominada para el Stirling Prize de 2007.
El trabajo de Arup con The Druk White Lotus School, Ladakh, ganó el Large Consultancy Firm del año 2003 en la Oficina de Constructores y Consultantes Británicos - International Expertise Awards, 2003 también ha ganado tres veces el premio mundial de arquitectura.
Arup se le otorgó el premio Worldaware en innovación por  su sistema de aire Vawtex en la Escuela Internacional Harare.
Arup también ganó cuatro veces el premio de diseños de ingeniería de incendio desde su creación en 2001.